# Sao Sâm
Sao Sâm hay Sâm Tú hoặc Sâm Thủy Viên là tên gọi của một trong số 28 chòm sao Trung Quốc cổ đại (nhị thập bát tú), đồng thời là chòm sao thứ bảy trong số bảy chòm sao ở phương tây (Bạch Hổ).

## Số sao
Sâm Sâm có 7 sao chủ (tinh quan) như sau:
| Hán-Việt  | Tên Trung | Ý nghĩa                     | Chòm sao hiện đại | Số sao | Tên sao                                         |
| --------- | --------- | --------------------------- | ----------------- | ------ | ----------------------------------------------- |
| Sâm       | 參        | Ba ngôi sao (Tam khỏa tinh) | Lạp Hộ            | 7      | ζ Ori, ε Ori, δ Ori, α Ori, γ Ori, κ Ori, β Ori |
| Phạt      | 伐        | Thảo phạt                   | Lạp Hộ            | 3      | c Ori, θ2 Ori, ι Ori                            |
| Ngọc Tỉnh | 玉井      | Giếng ngọc thạch            | Lạp Hộ/Ba Giang   | 4      | λ Eri, ψ Eri, β Eri, τ Ori                      |
| Bình      | 屏        | Tường chắn gió              | Thiên Thố         | 2      | μ Lep, ε Lep                                    |
| Quân Tỉnh | 軍井      | Giếng của quân đội          | Thiên Thố         | 4      | ι Lep, κ Lep, λ Lep, ν Lep                      |
| Xí        | 廁        | Nhà xí                      | Thiên Thố         | 4      | α Lep, β Lep, γ Lep, δ Lep                      |
| Thỉ       | 屎        | Cứt, phân                   | Thiên Cáp         | 1      | μ Col                                           |

### Sao bổ sung
| Mảng sao  | +1     | +2     | +3        | +4     | +5    | +6     | +7     | +8     | +9    | +10    | +11   | +12    | +13    | +14    | +15   | +16    | +17    | +18   | +19    | +20    | +21    | +22    | +23       | +24   | +25    | +26   | +27   | +28   | +29   | +30       | +31   | +32   | +33   | +34    | +35    | +36   | +37    | +38   | +39       | Ghi chú |
| --------- | ------ | ------ | --------- | ------ | ----- | ------ | ------ | ------ | ----- | ------ | ----- | ------ | ------ | ------ | ----- | ------ | ------ | ----- | ------ | ------ | ------ | ------ | --------- | ----- | ------ | ----- | ----- | ----- | ----- | --------- | ----- | ----- | ----- | ------ | ------ | ----- | ------ | ----- | --------- | ------- |
| Sâm       | σ Ori  | 31 Ori | η Ori     | 27 Ori | ο Ori | 25 Ori | 25 Ori | 21 Ori | ρ Ori | 23 Ori | ψ Ori | 33 Ori | 32 Ori | 38 Ori | ω Ori | 51 Ori | 52 Ori | μ Ori | 63 Ori | 66 Ori | 59 Ori | 56 Ori | HIP 28413 | 9 Mon | 10 Mon | β Mon | 7 Mon | γ Mon | 6 Mon | HIP 29118 | 3 Mon | 2 Mon | 1 Mon | 55 Ori | 49 Ori | υ Ori | 26 Ori | τ Ori | HIP 25028 |         |
| Phạt      | 45 Ori | θ1 Ori |           |        |       |        |        |        |       |        |       |        |        |        |       |        |        |       |        |        |        |        |           |       |        |       |       |       |       |           |       |       |       |        |        |       |        |       |           |         |
| Ngọc Tỉnh | 66 Eri | 68 Eri | HIP 23802 |        |       |        |        |        |       |        |       |        |        |        |       |        |        |       |        |        |        |        |           |       |        |       |       |       |       |           |       |       |       |        |        |       |        |       |           |         |
| Quân Tỉnh | 8 Lep  | RX Lep |           |        |       |        |        |        |       |        |       |        |        |        |       |        |        |       |        |        |        |        |           |       |        |       |       |       |       |           |       |       |       |        |        |       |        |       |           |         |
| Bình      | μ Lep  | ε Lep  |           |        |       |        |        |        |       |        |       |        |        |        |       |        |        |       |        |        |        |        |           |       |        |       |       |       |       |           |       |       |       |        |        |       |        |       |           |         |
| Xí        | 10 Lep | 12 Lep | 19 Lep    | 17 Lep | θ Lep | η Lep  | ζ Lep  | 12 Lep |       |        |       |        |        |        |       |        |        |       |        |        |        |        |           |       |        |       |       |       |       |           |       |       |       |        |        |       |        |       |           |         |

## Sâm Thương trong văn hóa
Sâm Thương là thuật ngữ để nói tới Sao Sâm và Sao Thương (tức Sao Tâm), với ý nghĩa là xa cách và chẳng bao giờ gặp nhau. Theo Tả truyện Lỗ Chiêu công nguyên niên thì vua Cao Tân thời thượng cổ có hai người con trai, lớn tên là Át Bá và bé tên là Thực Trầm hay đánh nhau, nên vua chuyển Át Bá tới Thương Khâu, chủ Sao Thần (Sao Tâm), vì vậy người gọi Sao Thần là Sao Thương, và chuyển Thực Trầm tới Đại Hạ chủ Sao Sâm. Khi Sao Sâm ở phía đông mọc thì Sao Thương ở phía tây lặn và chúng không bao giờ gặp nhau. Người đời sau gọi tình trạng anh em không hoà thuận là Sâm Thương.
Đỗ Phủ từng viết rằng: 人生不相見，動如參與商 (nhân sinh bất tương kiến, động như Sâm dữ Thương). Truyện Kiều có câu: "Sâm Thương chẳng vẹn chữ tòng, tại ai há dám phụ lòng cố nhân".
Sao Sâm/chòm sao Lạp Hộ có xích kinh khoảng 5h, còn Sao Tâm (Thương)/chòm sao Thiên Yết có xích kinh khoảng 17h. Với chênh lệch góc giờ xấp xỉ 12h thì về mặt lý thuyết chúng gần như không bao giờ cùng xuất hiện trên bầu trời.